# Тбіліський район
Тбіліський район розташований в центральній степовій частині Краснодарського краю. Розташований на обох берегах Кубані, за 105 км на схід від Краснодара. Межує на півночі з Тихорєцьким і Виселківським районами, на заході з Усть-Лабінським, на півдні з Курганінським, на сході з Кавказьким районами. Площа району 989 км². Населення 45,1 тис. осіб. Адміністративний  центр - станиця  Тбіліська.

## Географія
Рельєф району на північ від Кубані є степовою рівниною, що перетинається декількома балками і ярами. Південна лівобережна частина району є заплавою Кубані, розташованої п'ятьма терасами, які поступово підвищуються на південь від Кубані. 
Окрім Кубані, в районі протікають річки Зеленчук, Бейсуг, Синюха - залишок старого русла Кубані.
Корисні копалини: природний газ, глина.   
Клімат помірно континентальний. Літо спекотне, осінь тривала, тепла, порівняно суха. Зима м'яка, нестійка, з відлигою і короткочасними пониженнями температури. У квітні спостерігаються приморозки. Весна найчастіше коротка і суха. Кількість опадів 500-600 мм. Середня температура січня -3°, червня +22,5°. Майже щорічно дмуть суховії, особливо помітну шкоду заподіюють вони в третій декаді червня і на початку липня. Бувають також "чорні бурі".   
Ґрунти передкавказькі слабовилужені чорноземи. Район відноситься до степової частини Краснодарського краю. Природної рослинності в степах майже немає, замінена культурним ландшафтом. Ліси збереглися на берегах Кубані, на межі з Кавказьким районом.

## Економіка
Провідною галуззю господарства району як за питомою вагою валової продукції, так і за її значеннем в економіці краю є сільське господарство. 
Сільське господарство має ясно виражений рільничий напрям, але за останні роки добре розвивається тваринництво. Провідне положення в рільництві займають озима пшениця, соняшник, цукровий буряк; відновлені посіви арахісу.

## Історія
Тбіліський район було засновано 31 грудня 1934 год, як Тифліський. У 1936, район перейменовано на Тбіліський. У 1963, район було скасовано, його територія передана до складу Кавказького, потім Усть-Лабінського сільських районів. З 30 грудня 1966, район знову існує як самостійна адміністративно-територіальна одиниця.

## Адміністративний поділ
Територія Тбіліського району складається з: 
- 8 сільських поселень
  - Алексєє-Тенгінське сільське поселення — центр станиця Алексєє-Тенгінська
  - Ванновське сільське поселення — центр село Ваннівське
  - Гейманівське сільське поселення — центр станиця Гейманівська
  - Ловлинське сільське поселення — центр станиця Ловлинська
  - Мар'їнське сільське поселення — центр хутір Мар'їнський
  - Нововладимирівське сільське поселення — центр станиця Нововладимирівська
  - Піщане сільське поселення — центр хутір Піщаний
  - Тбіліське сільське поселення — центр станиця Тбіліська

## Відомі особистості
У районі народилась:
- Беспалова Людмила Андріївна (* 1947) — радянський і російський селекціонер.

## Ресурси Інтернету
- Тбіліський район [Архівовано 18 січня 2021 у Wayback Machine.] (рос.)
- Адміністрація Тбіліського району [Архівовано 19 січня 2021 у Wayback Machine.] (рос.)
- Тбіліський район на порталі виконавчих органів влади краю [Архівовано 15 лютого 2009 у Wayback Machine.](рос.)